# Riu Lácara
El Lácara és un riu extremeny que neix a la comarca de Tierras de Cáceres i desemboca a Torremayor, a la comarca de Tierras de Mèrida - Vegas Bajas. Neix al Morrón de Canaleja, a 710 metres sobre el nivell de mar. Entra a la província de Badajoz pel municipi de Cordobilla de Lácara i rep les aigües del seu principal afluent, l'Arroyo del Valle de las Ventas. A continuació, les seves aigües passen a descansar al Pantà de los Canchales, al terme municipal de Montijo i mor al riu Guadiana a Torremayor, després d'haver dividit la seva llera en diversos braços, en una espècie de delta interior. Avui dia és confós amb les séquies i desguassos dels regadius del Canal de Montijo.